# مردقوش تركي
المَرْدَقُوشُ التُّرْكِيُّ أو النَّضَفُ التُّرْكِيُّ (باللاتينية: Origanum onites، بالإنجليزية: Turkish oregano) هو نوع نباتي من جنس المردقوش من الفصيلة الشفوية.